# Pristimantis puruscafeum
Espèce
Pristimantis puruscafeum est une espèce d'amphibiens de la famille des Craugastoridae.

## Répartition
Cette espèce est endémique de la province de Tungurahua en Équateur. Elle se rencontre à environ 3 100 m d'altitude sur le Cerro La Candelaria.

## Description
Les 3 spécimens adultes mâles observés lors de la description originale mesurent entre 12,29 mm et 13,91 mm de longueur standard et le spécimen adulte femelle observé lors de la description originale mesure 19,31 mm de longueur standard.

## Étymologie
Cette espèce est nommée en l'honneur de l'entreprise Empresa Puro Coffee, en raison de son implication dans la protection de la biodiversité.

## Publication originale
- Reyes-Puig, Reyes-Puig, Rámirez-Jaramillo, Pérez-L. & Yánez-Munoz, 2015 "2014" : Tres nuevas especies de ranas terrestres Pristimantis (Anura: Craugastoridae) de la cuenca alta del Río Pastaza, Ecuador/Three new species of terrestrial frogs Pristimantis (Anura: Craugastoridae) from the upper basin of the Pastaza River, Ecuador. Avances en Ciencias e Ingenieras, Quito, Seccion B, vol. 6, p. 51–62 (texte intégral).